# Portobuffolé
 Portobuffolé est une commune italienne de moins de 1 000 habitants située dans la province de Trévise dans la région Vénétie, dans le nord-est de l'Italie.

## Administration
| Période                                  | Période | Identité | Étiquette | Qualité |
| ---------------------------------------- | ------- | -------- | --------- | ------- |
|                                          |         |          |           |         |
| Les données manquantes sont à compléter. |         |          |           |         |

### Hameaux
Settimo, Ronche

### Communes limitrophes
Brugnera, Gaiarine, Mansuè, Prata di Pordenone